# Oleg Máltsev
Oleg Vitálievich Máltsev –en ruso, Олег Витальевич Мальцев– (Omsk, 19 de noviembre de 1967) es un deportista ruso que compitió en judo. Ganó una medalla de bronce en el Campeonato Mundial de Judo de 1995 y cuatro medallas en el Campeonato Europeo de Judo entre los años 1993 y 1996.

## Palmarés internacional
| Campeonato Mundial | Campeonato Mundial       | Campeonato Mundial | Campeonato Mundial |
| Año                | Lugar                    | Medalla            | Categoría          |
| ------------------ | ------------------------ | ------------------ | ------------------ |
| 1995               | Chiba (Japón)            | Medalla de bronce  | –86 kg             |
| Campeonato Europeo |                          |                    |                    |
| Año                | Lugar                    | Medalla            | Categoría          |
| 1993               | Atenas (Grecia)          | Medalla de bronce  | –86 kg             |
| 1994               | Gdańsk (Polonia)         | Medalla de oro     | –86 kg             |
| 1995               | Birmingham (Reino Unido) | Medalla de bronce  | –86 kg             |
| 1996               | La Haya (Países Bajos)   | Medalla de plata   | –86 kg             |